# Mónica Naranjo

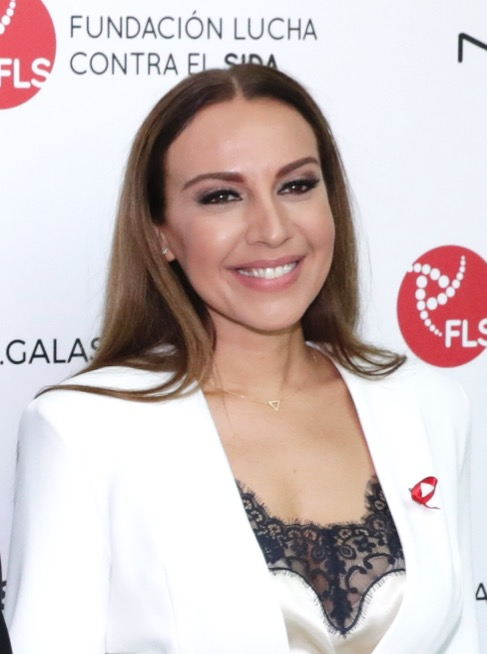
Mónica Naranjo

Mónica Naranjo (Figueres, 23 mei 1974) is een Spaanse zangeres uit de Catalaanse stad Figueres, van Andalusische ouders. Haar afkomst verklaart de invloed van flamenco op haar muziek. Eind 2020 had Naranjo 17 albums gemaakt: 9 studioalbums, 2 livealbums en 6 verzamelalbums. In totaal zijn 9 miljoen exemplaren van deze albums verkocht.

## Biografie
Al op jonge leeftijd houdt Naranjo van zingen en op 11-jarige leeftijd leert ze piano spelen. Ondanks de moeilijke financiële situatie van de familie, sturen Naranjo's ouders haar naar het conservatorium. Op 15-jarige leeftijd wordt Naranjo verkozen tot Miss Catalunya. Later tijdens haar tienertijd maakt ze een tournee door Spanje die zonder succes zal blijven. Daarop besluit ze naar Mexico te gaan en opnieuw te beginnen. Ze brengt daar een album uit met haar eigen naam als titel. 7 van de 10 liedjes op deze CD worden een doorslaand succes en Naranjo strijdt met artiesten als Ricky Martin en Luis Miguel om de hoogste plaatsen in de Mexicaanse hitparade. Na dit succes begint ze aan een tournee door de rest van Latijns-Amerika en de Verenigde Staten. Ook deze tournee is succesvol en aansluitend besluit Naranjo terug te keren naar Spanje, waar ze in 1997 het album Palabra de Mujer uitbrengt. Dat jaar wint ze de Latin Award voor belofte van het jaar, een muziekprijs voor Latijns-Amerikaanse muziek die uit wordt gereikt in Los Angeles. In 2001 brengt Naranjo het album Chicas Malas uit, dat twee jaar later vertaald zou worden in het Engels (Bad Girls).
Na Bad Girls volgt er een periode van stilte rondom Naranjo. Pas in 2005 zou er weer een album uitkomen; een compilatie van haar grootste successen tot dan toe. Pas in 2008 zou ze weer een studioalbum maken, Tarántula, waarmee ze op wereldtournee is gegaan.
In 2023 presenteerde ze het Benidorm Fest, de Spaanse selectie voor het Eurovisiesongfestival.

## Discografie

### Studioalbums
- Mónica Naranjo (1994)
- Palabra de mujer (1997)
- Minage (2000)
- Chicas malas (2001)
- Bad Girls (2002)
- Tarántula (2008)
- Lubna (2016)
- Mes Excentricités: Vol. 1 Le Psychiatrique (2019)
- Mes Excentricités: Vol. 2 Les Quatre Saisons (2020)
- Mimétika (2022)

### Livealbums
- Stage (2009)
- Adagio (2010)

### Verzamelalbums
- Grandes Éxitos (2001; alleen in Mexico)
- Collección Privada (2005)
- La Más Perfecta Colección (2011; alleen in Mexico)
- Esencial (2013)
- 4.0 (2014)
- Renaissance (2019)

### Boxsets
- Puro Minage (2020)

- Bibliothèque nationale de France: cb14027006w (data)
- Gemeinsame Normdatei: 135833043
- International Standard Name Identifier: 0000 0001 1489 0372
- Library of Congress Control Number: no2002033566
- MusicBrainz: b32ffdbf-87d8-4182-babc-88b566ee5a31
- Virtual International Authority File: 24800910
- WorldCat: E39PBJwMG7pRBCJvTrXQYkRdwC